# 萊恩·馬其仕
萊恩·迪蘇沙·馬其仕（Rian de Souza Marques，1982年8月28日—），生於巴西里約熱內盧，巴西足球運動員，司職中場，現時擔任足球經理人。

## 球員生涯
馬其仕出身於著名巴甲球會保地花高及荷甲勁旅PSV燕豪芬的青年隊，直到2000年於比利時業餘聯賽球會特恩豪特展開球員生涯。
2013年7月，馬其仕加盟甲組球會標準流浪，其後與同聯賽的球會元朗簽約一年。
完約後，他轉會到泰甲球會泰國本田。
完約後，他選擇掛靴，擔任球員經理人。

## 球會榮譽
PSV燕豪芬
- 菲臘盃冠軍（1999年）

特恩豪特
- 安特衛普錦標賽冠軍（2002年）

艾梅西美
- 卡塔爾乙組聯賽季軍（2009–10季度）

沙蒙
- 卡塔爾乙組聯賽亞軍（2010–11季度）

泰國本田
- 曼谷地區乙組聯賽冠軍（英语：2014 Regional League Division 2 Bangkok Metropolitan Region）（2014年）